# Elias Childe
Elias Childe (1778 - Lambeth, 13 de abril de 1849) foi um pintor de paisagens britânico. Ele era um artista prolífico, trabalhando tanto em óleos quanto em aquarelas. 

## Vida
Ele era irmão mais velho do artista James Warren Childe e Henry Langdon Childe, que desenvolveu a lanterna mágica. Ele exibiu pela primeira vez em 1798 na Royal Academy, quando morava na 29 Compton Street, Soho, com seu irmão James. Ele se concentrou na paisagem, um campo em que ele foi um sucesso. Em 1825, ele foi eleito membro da Sociedade de Artistas Britânicos. 
Childe exibiu pela última vez em 1848 e morreu em 1849.

## Trabalho

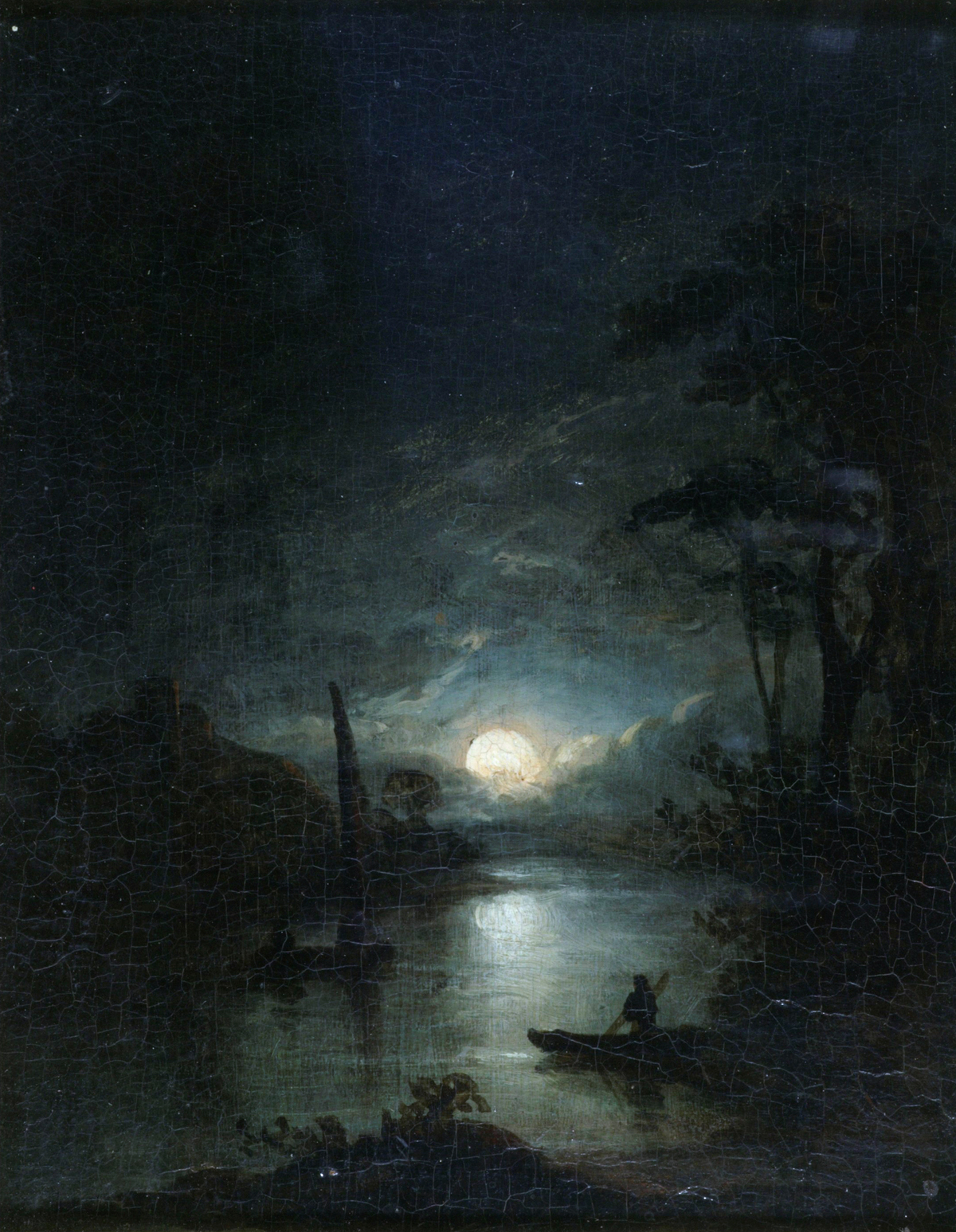
Moonlight: Uma Composição de Elias Childe

Childe exibiu mais de 500 fotos nas exposições da Society of British Artists, da Royal Academy e da British Institution . Suas fotos eram populares e vendiam bem. Ele se destacou particularmente nos efeitos de luar, e um exemplo desse estilo foi para a Galeria Nacional de Arte Britânica em South Kensington.  